# Прво бугарско царство
Прво бугарско царство (стсл. ц︢рьство бл︢гарское; буг. Първо българско царство) или Прва бугарска држава (буг. Първа българска държава), историчари је називају и Дунавска Бугарска (буг. Дунавска България) да би се разликовала од Волшке Бугарске, била је средњовековна бугарска држава основана 681. године у земљама близу делте Дунава и 1018. године припојена је Византијском царству. На врхунцу своје моћи њене границе су биле од Будимпеште и Црног мора и од реке Дњепар и данашње Украјине до Јадранског мора. Прво Бугарско царство наследило је Друго бугарско царство које је основано 1185. године. Званични назив државе када је основана није било Прво бугарско царство, већ Бугарска.

## Настанак
У време позног Римског царства, територија данашње Бугарске била је подељена у неколико провинција: Доња Скитија, Мезија (Доња и Горња), Тракија, Македонија, Дакија, Дарданија. Ова територија била је насељена романизованим Гетима и хеленизованим Трачанима. Неколико узастопних таласа словенских миграција током 6. и почетком 7. века доводе скоро до потпуне словенизације ове области. Прабугари су се на ове просторе доселили из Западног туркијског каганата. Између 630. и 635. године је кан Кубрат успео да уједини главна прабугарска племена стварајући моћну конфедерацију, у науци познатој под називом Стара Велика Бугарска. Под налетом Хазара, конфедерација се распала 668. године. Следећих дванаест година Прабугари нису били уједињени. Кан Аспарух је, након победе на Византијом код Онгала (680), формирао Прво бугарско царство. Следеће године ју је Византија признала као независну државу.

## Учвршћивање Бугарске на Балкану
Након битке код Онгала, Византинци су присиљени на понижавајући мировни споразум којим су прихватили формирање независног царства на својој територији. Сем тога, обавезали су се и на плаћање годишњег данка. Истовремено Бугари настављају рат са Хазарима. Године 700. Аспарух је страдао у борби против Хазара, а Бугарско царство губи територије источно од Дњестра. Аспаруха је наследио кан Тервел. Тервел је свргнутом Јустинијану II помогао да се домогне византијског престола 705. године. За узврат, Тервел је добио подручје Загоре и северне Тракије. Била је то прва бугарска експанзија јужно од планине Балкан. Међутим, Јустинијан је три године касније покушао да му одузме ове територије, али је поражен у бици код Анхијала. Године 716. склопљен је споразум између две државе. Тервел је приликом арапске опсаде Цариграда (717—718) послао византијском цару помоћ од 50.000 војника. Бугари су у одлучујућој бици масакрирали око 30.000 Арапа. Тервела су савременици прогласили спаситељем Европе.

## Криза
Смрћу кана Севара, последњег изданка династије Дуло (753), наступа дуготрајна политичка криза у Бугарској. Млада земља била је на ивици уништења. За само петнаест година се на престолу измењало петнаест канова. Ниједан од њих није умро природном смрћу. Међу аристократијом је дошло до расцепа. Једна страна је била за рат са Византијом, а друга се залагала за мир. Неприлике у Царству је покушао да искористи византијски цар Константин V (745—775) који је током своје владавине покренуо девет кампања против Бугарске. Године 763. наноси пораз Бугарима код Анхијала, али Византинци нису могли да напредују ка северу. Бугари 792. године односе победу у бици код Маркелија. Битком код Маркелија окончана је криза у Бугарској.

## Експанзија
Током владавине кана Крума (803—814) Бугарска је доживела велики успон. Држава је проширена на југ и на северозапад заузимајући територије између средњег Дунава и Молдавије. Године 809. припојена јој је Софија., а 813. и Хадријанопољ. Између 804. и 806. године је елиминисан Аварски каганат, а граница са Франачком утврђена је на средњем току Дунава. Велика византијска војска поражена је 811. године у бици код Плиске. У бици је страдао и сам византијски цар Нићифор I, а његову лобању Крум је користио као посуду за пиће. Крум је потом заратио у Тракији наносећи Византинцима пораз у бици код Версиникије. Након победе код Версиникије, Крум је око 10.000 својих војника населио у "Бугарску преко Дунава". Крум је намеравао да нападне сам Цариград, али га је у томе спречила изненадна смрт. Крумов наследник Омуртак склопио је тридесетогодишњи мир са Византијом. Током краткотрајне владавине кана Маламира (831—836), Бугарској је прикључен Пловдив. Под Маламировим наследником Пресијаном (836—852), Бугари освајају већи део Македоније. Границе Бугарске досезале су до Јадранског и Егејског мора. У периоду од 839. до 842. године Бугари ратују и против Срба, али без икаквог успеха.

## Владавина Бориса I
Борис I (852—889) је своју владавину отпочео у временима тешким за Бугарску. Током првих десет година своје владавине, Борис се борио против Византије, Источне Франачке, Великоморавске кнежевине, Хрвата и Срба. Земљотрес из 863. године условио је лоше приносе и изазвао глад у целој земљи. Године 864. византијски цар Михаило III напада Бугарску због сумње да је Борис желео прихватити хришћанске обичаје у складу са западним учењем. Борис је настојао да одржи мир те је Византији предао неке територије у Македонији и прихватио хришћанство из Цариграда, а не из Рима. Септембра 865. године Борис је крштен. Кум му је био византијски цар те је своме имену додао и његово — Борис-Михаило. Паганска титула кана замењена је титулом кнеза.
Борис I је настојао да се избори за аутокефалност бугарске цркве. Када га је цариградски патријарх Фокион I одбио, он је послао делегацију римском папи Николи I уз 115 питања о томе како треба водити обреде по западним обичајима. Међутим, Никола и његов наследник Хадријан II такође су одбијали да бугарску цркву прогласе независном. Године 870. на Четвртом цариградском сабору, бугарска црква стекла је аутокефалност под врховном јурисдикцијом патријарха у Цариграду. Године 893. старобугарски језик је црква прихватила као службени језик у хришћанској литератури.

### Настанак словенског писма
Иако се бугарски кнез успео изборити за аутокефалност бугарске цркве, хришћанске књиге биле су и даље на грчком језику. Између 860. и 863. године, византијски монаси грчког порекла, свети Ћирило и Методије, створили су глагољицу, прву словенску азбуку, по налогу византијског цара Михаила који је настојао да Великоморавску кнежевину учини православном државом. Међутим, ови покушаји су пропали, а 886. године њихови ученици, Климент и Наум Охридски, који су протерани из Великоморавске кнежевине, долазе у Бугарску где их је срдачно дочекао кнез Бориса. Климент је послат у Охрид у југозападној Бугарској где је подучавао 3500 ученика између 886. и 893. године. Наум је основао књижевну школу у главном граду Плиски, а касније се преселио у Преслав. На Преславском сабору из 893. године, бугарска црква усвојила је старословенски (старобугарски) језик као један од службених језика цркве. Почетком 10. века, у Преславској књижевној школи настаје ћирилично писмо.

## Владавина Симеона I
Крајем 9. и почетком 10. века, бугарска држава проширена је до Епира и Тесалије на југу, до Босне на западу, а контролисала је делове данашње Румуније и Источне Мађарске на северу. Српска држава је настала средином 9. века као одговор на бугарску експанзију до Западне Мораве. Балансирајући између Бугарске и Византије, српски владари су успешно избегли неколико бугарских инвазија све до 924. године када ју је подредио гроф Софије, Мармаис (Српско-бугарски ратови). У време владавине Симеона I, бугарска држава достигла је свој врхунац територијалног проширења. Симеон је током своје владавине водио више ратова против Византијског царства са циљем да освоји сам Цариград. Граница Првог бугарског царства на југу простирала се до Атике. Симеон је узео титулу "Император (цар) Бугара и Грка". Титулу му је признао папа, али не и византијски цар и патријарх.
Између 894. и 896. године Симеон је победио Византинце и њихове савезнике Мађаре у "Трговинском рату". Византијски цар Лав VI је 894. године донео одлуку да бугарским трговцима забрани приступ у Цариград. Преусмерио их је у Солун где су били изложени вишим порезима. Ову одлуку Симеон је искористио као повод за избијање рата.. Одлучујућа битка вођена је код Бугарофигона. Симеон односи победу након чега је закључен мир. Мир је, међутим, често кршио сам Симеон. Године 904. освојио је Солун кога су претходно опљачкали Арапи. Вратио га је Византији тек када је Бугарска добила све македонске територије насељене словенским становништвом и 20 тврђава у Албанији, укључујући и Драч. Након смрти византијског цара Александра (913), Симеон напада византијску Тракију, али пристаје да обустави напад у замену за признавање његове царске титуле и удајом његове кћери за Константина VII, будућег цара, а он сам постане регент малолетног Константина. Међутим, царева мајка, Зоја, одбија Симеонову победу те је рат настављен. Одлучујућа битка вођена је 20. августа 917. године код Анхијала. Битка код Анхијала једна је од највећих у средњем веку. Византинци су претрпели један од својих највећих пораза. На бојном пољу оставили су 62.000 људи. Остатак непријатељске војске Симеон је поразио код Катасиртаија Освајање самог Цариграда спасио је напад Срба на западну Бугарску. Срби су поражени, али је њихов напад омогућио адмиралу (касније и цару) Роману Лакапину да припреми одбрану града. У наредној деценији, Бугари овладавају целим Балканским полуострвом изузев Цариграда и Пелопонеза. Ширење ка Хрватској зауставио је краљ Томислав I у одсудној бици која је вођена 926. године

## Опадање
Након Симеонове смрти (927), бугарска моћ полако опада. Исте године склопљен је мир са Византијом која признаје титулу Симеоновог сина и наследника, Петра I. Петар се на самом почетку своје владавине суочио са проблемима. Почетком 930-тих година, Петар је принуђен да призна независност Рашке.. Највећа опасност долазила је са севера. У периоду између 934. и 965. године Мађари су предузели пет похода на Бугарску Године 944. Бугарску су напали Печењези који су опљачкали североисточни део царства. Држава је у време владавине Петра I и Бориса II била подељена на присталице и противнике верске секте богумила
Године 968. Бугарску је напала Кијевска Русија. Свјатослав I Кијевски заузима бугарску престоницу Преслав. и оснива своју престоницу у Преславецу Три године касније интервенише византијски цар Јован I Цимискије и наноси пораз Свјатославу код Доростре. Бугарски цар Борис је заробљен и одведен у Цариград, где се одрекао своје царске титуле У источним крајевима Царства проглашен је византијски протекторат.

## Пад
Након византијске окупације, земље западно од реке Искар остале су у бугарским рукама, а отпор против Византије предводила је породица Комитопули. До 976. године, четврти брат, Самуило, концентрисао је сву власт у својим рукама након смрти најстаријег брата. Самуило је водио успешне ратове против Византије. Новог византијског цара, Василија II, одлучно је поразио у бици код Трајанових врата 986. године.. Пет година касније Самуило је освојио српску државу Рашку. Године 997. Самуило је проглашен бугарским царем. Након 1001. године рат се преокренуо у корист Византинаца. Они освајају старе бугарске престонице, Плиску и Преслав. Порази на Спрехију и код Скопља слабили су бугарску војску, а годишњим кампањама је Василије смањивао бугарска упоришта. Бугари су потпуно поражени у бици код Беласице 1014. године. Василије је ослепео бугарску војску, а сваком стотом војнику оставио је једно око како би могао предводити своје сународнике кући. Самуило је добио срчани удар и умро након што је видео своју ослепљену војску. Последња бугарска упоришта Василије је освојио 1018. године. Прво бугарско царство престало је да постоји.